# 村山喜彦
村山 喜彦（むらやま よしひこ、1964年4月21日 - ）は、日本テレビアナウンサー。

## 来歴・人物
東京都世田谷区出身。筑波大学附属駒場高等学校、国際基督教大学教養学部卒業後、1988年入社。
同期入社は福澤朗、永井美奈子、大学の同級生でもある関谷亜矢子、記者の小栗泉。フジテレビプロデューサーの片岡飛鳥と元大王製紙代表取締役社長の井川意高は高校の同級生にあたる。アナウンサー時代にゴルフ、野球のチーフを務めた。
入社してから主にスポーツアナウンサーとして活動。一時期、報道・情報番組（後者は主にスポーツコーナー）を担当したこともある。また、新春スポーツスペシャル箱根駅伝の5代目センター実況を2007年から2014年までの8年間務めた（翌2015年から平川健太郎に交代）。
2015年6月1日付で、アナウンス部長に就任。
2019年6月1日付で日本テレビ関連会社取締役および日テレ学院学院長に就任し、アナウンス部を一度離れた。異動後も日テレG+やJ SPORTSなどでゴルフや野球の中継を中心にアナウンス業務を続けた。
2023年6月1日付で日テレイベンツ取締役と日テレ学院学院長を退任（後任には豊田順子が就任）し、同年7月1日付けで4年ぶりにアナウンス部へ復帰。7月9日には東京ドームで行われた巨人対DeNA戦でBS日テレと日テレG+の放送実況を務め、2015年以来8年ぶりに巨人一軍公式戦の中継へ出演した。

## エピソード
- 身長185cmと長身である[1]。
- 日本シリーズでは2002年の第2戦、2008年の第6戦（いずれも対西武ライオンズ）、2009年の第3戦（対日本ハム）で実況を担当した。
- 2009年4月3日の巨人対広島戦（東京ドーム）では入社22年目にして自身初となる巨人のシーズン開幕戦の実況を担当した。
- 2011年10月22日の巨人対横浜戦（東京ドーム）では長野久義のプロ野球史上8人目となる代打逆転サヨナラ満塁本塁打を実況。
- アナウンス部長に就任した2015年以降はプロ野球をはじめとするスポーツ実況から一時遠ざかっていたが、アナウンス部を離れた2019年から日テレG+のイースタン・リーグ（二軍）巨人主催試合中継で再び実況を務めるようになり、前述のとおり2023年には一軍公式戦の実況にも復帰した。

## 現在の出演番組
- スポーツ中継
- DRAMATIC BASEBALL（実況）

2015年までは1軍戦も担当、アナウンス部長に昇格してからはしばらく業務に専念していたが、日テレイベンツ出向の2019年からイースタン・リーグの巨人軍主管試合に限定して出演を再開。日テレ学院学院長退任後の2023年7月から、1軍戦の実況担当も再開。

## 過去の出演番組
報道・情報番組
| 期間          | 期間          | 番組名                        | 役職                 | 担当日       |
| ------------- | ------------- | ----------------------------- | -------------------- | ------------ |
| 1990年4月2日  | 1994年4月3日  | NNN昼のニュース               | シフト勤務キャスター | （交替制）   |
| 1991年10月4日 | 1993年4月4日  | NNNきょうの出来事 Sports&News | スポーツキャスター   | 金曜日・休日 |
| 1998年4月4日  | 1998年5月31日 | NNNニュースダッシュ           | キャスター           | 休日         |
| 1998年6月1日  | 2000年3月31日 | NNNニュースダッシュ           | キャスター           | 平日         |
| 1998年11月    | 2001年9月28日 | ジパングあさ6                 | スポーツキャスター   | （交替制）   |

バラエティ・スポーツ実況番組・その他
- あなたと日テレ（1999年 - 2006年）
- ダイナミックグローブ（実況）
- ウッチャンナンチャンのウリナリ!!（ポケビvs審査委員会のトライアスロンに舟津アナととも「ウリナリグレートサミット」メンバーとして出演）
- もこみちのMIDNIGHT KITCHEN（語り）
- 新春スポーツスペシャル箱根駅伝 - 前任の船越雅史の異動により、2007年から2014年まで放送センターの実況を務めた（後任は平川健太郎）。

## その他
- 緊急地震速報 - アナウンスを担当（自動音声。日本テレビの地上波エリアである関東地方と日テレNEWS24において流れる。BS日テレは日テレNEWS24同時放送時のみに流れる）。